# ブレンダン・フレイザー
ブレンダン・ジェームズ・フレイザー（英: Brendan Fraser, 1968年12月3日 - ）は、アメリカ合衆国インディアナ州インディアナポリス出身の俳優。アイルランド系で、フランス語も話す。

## 来歴
カナダの観光局で働いていた父親についてインディアナポリス、デトロイト、シアトル、オタワ、オランダ、スイスなどで育った。カナダのアッパー・カナダ・カレッジとシアトルのコーニッシュ・カレッジ・オブ・ザ・アーツで演劇を学び、1991年に映画デビュー。
『ジャングル・ジョージ』（1997年）でブレイクを果たす。以後、映画『ハムナプトラ』シリーズ（1999年 - 2008年）や『センター・オブ・ジ・アース』（2008年）で主演を務めて人気を博すが、その後は体調の悪化や、結婚生活の破綻、母親の死などの様々な原因でハリウッドの表舞台から遠ざかる。
2021年にはDCユニバース作品の『バットガール』で悪役ファイアーフライを演じることが発表されたが、後にお蔵入りとなった。
2022年、『ザ・ホエール』で272キロの巨体を持つ主人公を演じる。フレイザーの演技は高く評価され、同作が初公開となったヴェネツィア国際映画祭では6分間にわたるスタンディングオベーションを受け、第95回アカデミー賞では主演男優賞を受賞した。

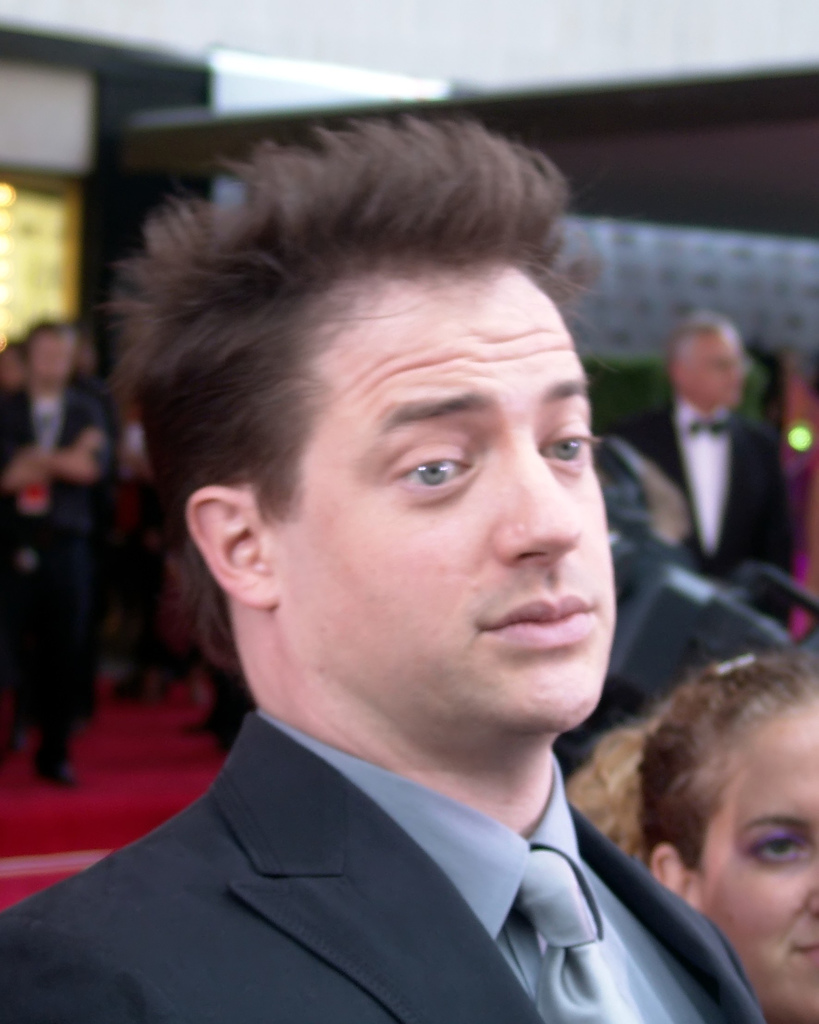
2006年

### セクシャルハラスメント被害
2018年、2003年にフレイザーは、ゴールデングローブ賞を主催するハリウッド外国人映画記者協会（HFPA）の元会長フィリップ・バークからセクシャルハラスメントを受けていたと雑誌「GQ」のインタビューで告発。この時の心身的ショックによって鬱状態になったことも、第一線から退かざるを得なかった一因であると自ら語っている。
なお、この一件でHFPA側が声明を出すも公平性かつ透明性を欠き、かつフレイザーへの被害を「ジョーク」と評したことで両者は決裂。しかもHFPAは告発者であるフレイザーの名を実質ブラックリスト入りさせ、彼の出演作をボイコット扱いしたことも後日判明。フレイザーへの敬意を欠き問題を軽んじた対応として、批判を浴びている。
のちにフレイザーは「彼ら（HFPA）との歴史が問題」として、ゴールデングローブ賞への参加を辞退すると表明している。

### 私生活
1998年に女優のアフトン・スミスと結婚し、現在3人の息子がいる。長男のグリフィンは自閉症であることを公表している。2007年12月に離婚を公表した。
『ハムナプトラ』シリーズをはじめとするアクション映画やコメディ映画での激しいアクションやスタント演技で椎骨層切除、膝・声帯などの手術を繰り返し、その期間は7年にも及んだという。

## フィルモグラフィ
※役名の太字表記は主演。

### 映画
| 年   | 題名                                                                      | 役名                                              | 備考                                                        | 吹替                                            |
| ---- | ------------------------------------------------------------------------- | ------------------------------------------------- | ----------------------------------------------------------- | ----------------------------------------------- |
| 1991 | 恋のドッグファイト Dogfight                                               | 船員A                                             | 日本劇場未公開                                              |                                                 |
| 1992 | 原始のマン Encino Man                                                     | リンク                                            |                                                             | 森川智之                                        |
| 1992 | 青春の輝き School Ties                                                    | デヴィッド・グリーン                              | 山寺宏一                                                    |                                                 |
| 1993 | 風と共に去る20ドル!? Twenty Bucks                                         | サム                                              | 日本劇場未公開                                              |                                                 |
| 1993 | カントリー・ファーム/招かれざる婿!? Son in Law                            | リンク                                            | 日本劇場未公開                                              |                                                 |
| 1993 | グローリーデイズ/夢見る頃はいつも Younger and Younger                     | ウィンストン・ヤンガー                            | 日本劇場未公開                                              | 遠藤純一                                        |
| 1994 | きっと忘れない With Honors                                                | モンゴメリ・ケスラー（モンティ）                  |                                                             |                                                 |
| 1994 | ハードロック・ハイジャック Airheads                                       | チェスター・ダーベイ（チャズ）                    | 森川智之                                                    |                                                 |
| 1994 | イン・ザ・アーミー/こちら最前線、異常あり In the Army Now                 | リンク                                            | 日本劇場未公開 クレジットなし                               | （吹き替え版なし）                              |
| 1994 | スカウト The Scout                                                        | スティーブ・ネブラスカ                            | 日本劇場未公開                                              | 森川智之                                        |
| 1995 | 聖なる狂気 The Passion of Darkly Noon                                     | ダークリー・ヌーン                                |                                                             | 堀内賢雄                                        |
| 1995 | Dearフレンズ Now and Then                                                 | ベトナム帰還兵                                    | クレジットなし                                              | TBA                                             |
| 1996 | ブレイン・キャンディ Kids in the Hall: Brain Candy                        | プラセボ患者                                      | 日本劇場未公開 クレジットなし                               | （吹き替え版なし）                              |
| 1996 | くちづけはタンゴの後で Mrs. Winterbourne                                  | ヒュー・ウィンターボーン / ビル・ウィンターボーン |                                                             | 家中宏                                          |
| 1996 | グローリー・デイズ〜旅立ちの日〜 Glory Daze                               | ダグ                                              | （吹き替え版なし）                                          |                                                 |
| 1997 | ジャングル・ジョージ George of the Jungle                                 | ジョージ                                          | 檀臣幸                                                      |                                                 |
| 1997 | いつかあなたに逢う夢 Still Breathing                                      | フレッチャー・マクブレイク                        | 日本劇場未公開                                              |                                                 |
| 1998 | ゴッド・アンド・モンスター Gods and Monsters                              | クレイトン・ブーン                                |                                                             | 置鮎龍太郎                                      |
| 1999 | タイムトラベラー/きのうから来た恋人 Blast from the Past                   | アダム・カルヴィン                                | 関智一                                                      |                                                 |
| 1999 | ハムナプトラ/失われた砂漠の都 The Mummy                                   | リック・オコーネル                                | 森川智之（ソフト版） 堀内賢雄（日本テレビ版）               |                                                 |
| 1999 | ダドリーの大冒険 Dudley Do-Right                                          | ダドリー・ドゥ・ライト                            | 日本劇場未公開                                              | 森川智之                                        |
| 2000 | 悪いことしましョ! Bedazzled                                               | エリオット                                        |                                                             | 森川智之（ソフト版） 宮本充（機内上映版）       |
| 2000 | Sinbad: Beyond the Veil of Mists                                          |                                                   | 声の出演 日本未公開                                         | N/A                                             |
| 2001 | モンキーボーン Monkeybone                                                 | ステュ・マイリー                                  |                                                             | 森川智之                                        |
| 2001 | ハムナプトラ2/黄金のピラミッド The Mummy Returns                          | リック・オコーネル                                | 森川智之（ソフト版） 堀内賢雄（フジテレビ版、テレビ朝日版） |                                                 |
| 2002 | 愛の落日 The Quiet American                                               | アルデン・パイル                                  | 別題『愛の落日 クワイエット・アメリカン』                   | 堀内賢雄                                        |
| 2003 | ルーニー・テューンズ:バック・イン・アクション Looney Tunes:Back in Action | DJドレイク                                        |                                                             | 森川智之                                        |
| 2003 | ディッキー・ロバーツ 俺は元子役スター Dickie Roberts:Former Child Star    | 本人役                                            | クレジットなし                                              |                                                 |
| 2004 | クラッシュ Crash                                                          | リック・カボット                                  |                                                             | 堀内賢雄                                        |
| 2006 | ブレンダン・フレイザー 復讐街 Journey to the End of the Night             | ポール                                            | 日本劇場未公開                                              | 森川智之                                        |
| 2006 | ラストタイム 欲望が果てるとき The Last Time                               | ジェイミー                                        | 日本劇場未公開                                              | 東地宏樹                                        |
| 2007 | 狼たちの報酬 The Air I Breathe                                            | プレジャー                                        | 日本劇場未公開                                              | （吹き替え版なし）                              |
| 2008 | センター・オブ・ジ・アース Journey to the Center of the Earth             | トレヴァー・アンダーソン                          | 兼製作総指揮                                                | 沢村一樹（劇場公開版） 堀内賢雄（テレビ朝日版） |
| 2008 | ハムナプトラ3 呪われた皇帝の秘宝 The Mummy:Tomb of the Dragon Emperor     | リック・オコーネル                                |                                                             | 森川智之（劇場公開版） 堀内賢雄（フジテレビ版） |
| 2008 | インクハート/魔法の声 Inkheart                                            | モーティマ・フォルチャート                        | 宮内敦士                                                    |                                                 |
| 2009 | G.I.ジョー G.I.Joe:The Rise of Cobra                                      | ストーン                                          | クレジットなし                                              |                                                 |
| 2010 | 小さな命が呼ぶとき Extraordinary Measures                                 | ジョン・クラウリー                                |                                                             | 宮本充                                          |
| 2010 | アニマル・ウォーズ 森林帝国の逆襲 Furry Vengeance                         | ダン・サンダース                                  | 兼製作総指揮 日本劇場未公開                                 | 大塚智則                                        |
| 2011 | チャンス! Whole Lotta Sole                                                | ジョー・マグワイア                                | 日本劇場未公開                                              | 西垣俊作                                        |
| 2013 | スペースガーディアン Escape from Planet Earth                             | スコーチ                                          | 声の出演                                                    | 遠藤大智                                        |
| 2013 | ウソはホントの恋のはじまり A Case of You                                  | トニー                                            |                                                             | 江原実                                          |
| 2013 | ブレンダン・フレイザーのエリートをぶっとばせ! Hair Brained                | レオ                                              | 日本劇場未公開                                              | 西谷修一                                        |
| 2013 | スティーラーズ Pawn Shop Chronicles                                       | リッキー・バルドースキー                          |                                                             | 杉田智和                                        |
| 2013 | ブレンダン・フレイザー 追撃者 Breakout                                    | ジャック                                          | 兼製作 日本劇場未公開                                       | 堀内賢雄                                        |
| 2013 | ギミー・シェルター Gimme Shelter                                          | トム・フィッツパトリック                          | 日本劇場未公開                                              | 堀内賢雄                                        |
| 2014 | ナッツジョブ 〜サーリー&バディのピーナッツ大作戦!〜 The Nut Job           | グレイソン                                        | 声の出演                                                    | 伊藤健太郎                                      |
| 2019 | ポイズンローズ The Poison Rose                                            | マイルス・ミッチェル                              |                                                             | 松尾一心                                        |
| 2020 | The Secret of Karma                                                       |                                                   | 日本未公開                                                  | N/A                                             |
| 2021 | クライム・ゲーム No sudden Move                                           | ダグ・ジョーンズ                                  | 日本劇場未公開                                              | 山口恵                                          |
| 2022 | ザ・ホエール The Whale                                                    | チャーリー                                        | アカデミー主演男優賞 受賞                                   | （吹き替え版なし）                              |
| 2023 | キラーズ・オブ・ザ・フラワー・ムーン Killers of the Flower Moon           | WS・ハミルトン                                    |                                                             | かぬか光明                                      |
| 2024 | マンガー・ブラザーズ Brothers                                             | ファーフル                                        | 堀内賢雄                                                    |                                                 |
| 2026 | レンタル・ファミリー Rental Family                                        | フィリップ                                        |                                                             |                                                 |
| TBA  | Pressure                                                                  | ドワイト・D・アイゼンハワー                       |                                                             |                                                 |

#### テレビ映画
| 年   | 題名                                                 | 役名                   | 備考       | 吹替     |
| ---- | ---------------------------------------------------- | ---------------------- | ---------- | -------- |
| 1991 | ジャッジメント/推定有罪 Guilty Until Proven Innocent | ボビー                 |            | 山寺宏一 |
| 1997 | The Twilight of the Golds                            | デイヴィッド・ゴールド | 日本未公開 |          |

### テレビドラマ
| 年        | 題名                                         | 役名                              | 備考                                                                    | 吹替               |
| --------- | -------------------------------------------- | --------------------------------- | ----------------------------------------------------------------------- | ------------------ |
| 1991      | My Old School                                | チェビー                          | 短編映画 日本未公開                                                     | N/A                |
| 1995      | 殺意の罠 Fallen Angels Perfect Crimes        | ジョニー・ラム                    | 別題『パーフェクト・クライム』 「完全なる殺人（別題「完璧なる殺人」）」 | TBA                |
| 1997      | サタデー・ナイト・ライブ Saturday Night Live | ホスト                            | 計2話出演                                                               |                    |
| 1999      | サタデー・ナイト・ライブ Saturday Night Live | ホスト                            | 計2話出演                                                               |                    |
| 2002-2004 | Scrubs〜恋のお騒がせ病棟 Scrubs              | ベン・サリヴァン                  | 計3話出演                                                               |                    |
| 2009      | Wishology                                    | ターボ・サンダー                  | 『Oops!フェアリーペアレンツ』のテレビスペシャル 声の出演                | N/A                |
| 2015      | Texas Rising                                 | ビリー・アンダーソン              | 計5話出演                                                               | N/A                |
| 2016-2017 | アフェア 情事の行方 The Affair               | ジョン・ガンサー                  | 計6話出演                                                               | 白熊寛嗣           |
| 2018      | TRUST/トラスト ゲティ家のスキャンダル Trust  | フレッチャー・チェイス            | 計8話出演                                                               | （吹き替え版なし） |
| 2018      | コンドル〜狙われたCIA分析官〜 Condor         | ネイサン・ファウラー              | 計6話出演                                                               | （吹き替え版なし） |
| 2018      | Titans/タイタンズ Titans                     | ロボットマン                      | 声の出演 第1シーズン第4話「ドゥームパトロール」                         | 黒田崇矢           |
| 2019-     | ドゥーム・パトロール Doom Patrol             | クリフ・スティール / ロボットマン | 声の出演（ロボットマン）                                                | 黒田崇矢           |
| 2020      | Professionals                                | ピーター・スワン                  | 兼製作総指揮 計10話出演                                                 |                    |
| TBA       | Rental Family                                |                                   |                                                                         |                    |

### テレビアニメ
- ザ・シンプソンズ The Simpsons（1998年）
- キング・オブ・ザ・ヒル King of the Hill（2000年と2005年）

### ゲーム
- The Mummy: Tomb of the Dragon Emperor（2008年、『ハムナプトラ3 呪われた皇帝の秘宝』のゲーム作品）

## 日本語吹き替え
主に担当しているのは、以下の二人である。
森川智之
『原始のマン』で初担当。以降多くの作品を吹き替えており、『ハムナプトラ』シリーズ（ソフト・劇場公開版）をはじめ、『ルーニー・テューンズ:バック・イン・アクション』などのキャリア初期から何度も吹き替えを担当してきたことから森川自身も思い入れが深いと語っている。フレイザーが『ザ・ホエール』（本編は吹き替え無し）で第95回アカデミー賞主演男優賞を受賞し、同作の宣伝に向けて約15年ぶりに来日した際に『アフター6ジャンクション』で行われたラジオ独占インタビューではフレイザーのボイスオーバーを担当した。
堀内賢雄
『聖なる狂気』で初担当。森川と並んで多く吹き替えている。フレイザーの代表作の一つである『ハムナプトラ』シリーズは地上波放送版（1作目は日本テレビ、2作目はフジテレビ・テレビ朝日、3作目はフジテレビ制作）の吹き替えを務めた。
このほかにも、山寺宏一、宮本充、白熊寛嗣、家中宏、檀臣幸、置鮎龍太郎、東地宏樹、宮内敦士なども声を当てている。